# عطلة صيفية

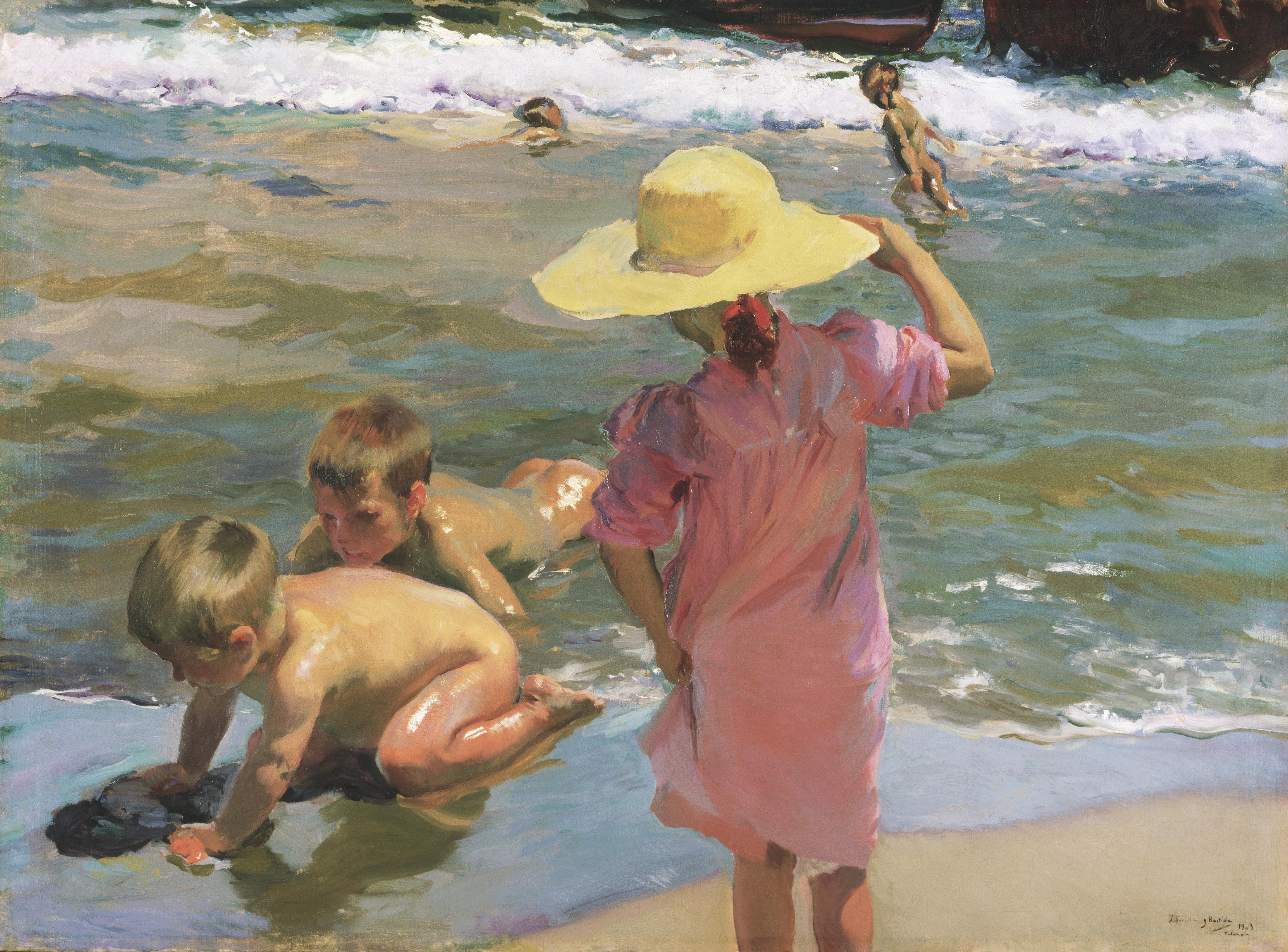

موسم الاصطياف أو العطلة الصيفية أو الإجازة الصيفية فترة راحة تُمنح للطلبة أو العاملين في فصل الصيف من كل عام.
وتُعرف حول العالم بالمتعة والراحة والاستجمام في المصايف.

## عطلة الصيف في الدول العربية
- في المملكة العربية السعودية تبدأ العطلة الصيفية في نهاية يونيو وتنتهي في نهاية أغسطس.
- في الجزائر تبدأ العطلة الصيفية في نهاية ماي وتنتهي في منتصف سبتمبر.

## ضياع التعليم الصيفي
ضياع التعليم الصيفي هو فقدان ما تعلمه الشخص خلال عطلة الصيف لابتعاده عن الدراسة في تلك المدة
يختلف الضياع التعليمي حسب مادة التعليم والمستوى ودخل الأسرة (إن كان هناك أسرة). وحسب الدراسات فإن الطلاب والطالبات يحصلن على درجات أقل في نهاية الصيف مقارنة ببدايته. ويقدر عادة الضياع الصيفي بمقدار شهر واحد.